# 育碧子公司列表
育碧是法國遊戲開發商和發行商，在世界各地開設遊戲工作室，截止2021年5月，共有45個遊戲工作室。育碧的遊戲開發工作，經常由旗下多個工作室聯合開發，如《刺客教條：大革命》就有10個工作室參加開發工作。

## 北美

### Blue Mammoth Games
Blue Mammoth Games是2009年成立遊戲公司，位於亚特兰大。2018年3月1日被育碧收購。

### Hybride Technologies
Hybride Technologies是育碧软件的一个部门，是总部位于加拿大皮埃蒙特魁北克的视觉特效工作室。该工作室曾参与超过1000个广告宣传和60多个国际大型制作。该工作室在2008年7月8日被育碧收购。

### Quazal
Quazal Technologies是一家成立于1998年的公司。该公司原本为机构投资者支持的私营公司，2008年7月被管理层收购并为管理团队所拥有。
Quazal提供游戏相关的托管服务和在线网络以及为多人游戏牵线搭桥的中间人。使用其产品的游戏发行商和开发商遍布世界各地。
2010年11月4日，据Gamespot的报道，该公司被育碧所购。

### 红色风暴娱乐
红色风暴娱乐是育碧软件的全资子公司，总部位于美國北卡罗来纳州卡里，专业从事游戏和相关的商品，主要是基于作家汤姆·克兰西的作品。该公司开发和销售自己的游戏。

### 育碧客戶關係中心(NCSA)
育碧客戶關係中心(NCSA)是育碧在北美設立的客服部門，負責管理美洲的客戶，和红色风暴娱乐公用辦公室。

### 育碧哈利法克斯
育碧哈利法克斯，前身为Longtail Studios，是Gérard Guillemot（育碧的联合创始人之一）创立的游戏开发工作室。该工作室位于加拿大哈利法克斯。本工作室于2015年10月被育碧收购。
Longtail Studios在魁北克省的工作室于2010年被育碧收购，2015年10月14日育碧收购整间工作室，工作室的重点将转移到开发三A级手机游戏。工作室更名为育碧哈利法克斯。

### 育碧蒙特利尔
育碧蒙特利尔是1997年成立的遊戲工作室，位於魁北克蒙特利尔。

### 育碧魁北克
育碧魁北克是2005年6月於加拿大魁北克市成立的工作室。該工作室目前擁有超過300名員工。

### 育碧薩格奈
育碧薩格奈是2017年9月成立的遊戲工作室，位於加拿大薩格奈。

### 育碧旧金山
育碧旧金山是2009年于美国旧金山成立的游戏工作室。主要产品是《不羁联盟》，2024年12月，育碧宣布将在2025年关闭该游戏服务器，同时负责运营的育碧旧金山工作室也将被关闭。

### 育碧舍布魯克
育碧舍布魯克是2021年11月於加拿大魁北克省舍布魯克成立的遊戲工作室。

### 育碧多倫多
育碧多倫多是育碧軟體旗下位於加拿大安大略多倫多的子公司，於2009年6月6日正式宣布成立，工作室地點也於12月4日曝光。工作室由《刺客教條》製作人捷德·雷蒙德領軍。

### 育碧温尼伯
育碧温尼伯是2018年4月6日於加拿大温尼伯成立的遊戲工作室。

## 歐洲

### 1492工作室
1492工作室是2014年於法國瓦约凯斯成立遊戲工作室，2018年2月被育碧收購。

### 倫敦未來遊戲
倫敦未來遊戲是2009年於英國倫敦成立的遊戲工作室，2013年10月被育碧收購。

### 綠熊貓遊戲
綠熊貓遊戲是2013年於巴黎成立的遊戲工作室，2019年7月被育碧收購了70%股份。

### i3D.net
i3D.net是荷蘭的主機託管公司，2018年11月育碧宣佈收購該公司

### 象牙塔
象牙塔是2007年9月於法國里昂成立的遊戲公司。2015年10月5日被育碧收購。

### Ketchapp
Ketchapp是2014年於法國巴黎成立的遊戲公司，2016年被育碧收購。

### Ubisoft Massive
Ubisoft Massive是一家总部位于瑞典马尔默的瑞典游戏工作室。工作室成立于1997年，从2008年开始该公司为育碧所有。

### Nadeo
Nadeo是2000年於法國巴黎成立的遊戲公司，2009年被育碧收購。

### Owlient
Owlient是2005年於法國巴黎成立的遊戲公司，2001年被育碧收購。

### RedLynx
RedLynx是2000年於芬蘭赫尔辛基成立的遊戲公司，2011年11月被育碧收購。

### 育碧安纳西
育碧安纳西是1996年9月3日於法國阿讷西成立的遊戲工作室。

### 育碧巴塞罗那
育碧巴塞罗那是1998年於西班牙巴塞罗那成立的遊戲工作室。

#### 育碧巴塞罗那移动
育碧巴塞罗那移动是2002年於西班牙巴塞罗那成立的遊戲公司，2007年8月被Digital Chocolate收購，2013年9月被育碧收購。

### 育碧贝尔格莱德
育碧贝尔格莱德是2016年11月於塞爾維亞贝尔格莱德成立的遊戲工作室。

### Ubisoft Blue Byte
Ubisoft Blue Byte是1988年於德國杜塞爾多夫成立的遊戲公司，2001年被育碧收購。

#### 育碧柏林
育碧柏林是2018年於德國柏林成立的遊戲工作室。

#### 育碧美因茨
育碧美因茨前身是Related Designs，1995年於德国美因茨成立的遊戲工作室，2007年4月11月育碧收購其30%股份，2013年4月11日育碧收購其全部股份，2019年8月改名育碧美因茨。

### 育碧波尔多
育碧波尔多是2017年9月於法國波尔多成立的遊戲工作室。

### 育碧布加勒斯特
育碧布加勒斯特是1992年成於羅馬尼亞布加勒斯特成立的遊戲工作室。

### 育碧客戶關係中心(EMEA)
育碧客戶關係中心(EMEA)位於英國泰恩河畔纽卡斯尔，負責管理歐洲、中東及亞洲的客戶。

### 育碧基輔
育碧基輔是2008年於烏克蘭基輔成立的遊戲工作室。

### 育碧米蘭
育碧米蘭是1998年於意大利米蘭成立遊戲工作室。

### 育碧蒙彼利埃
育碧蒙彼利埃前身是Ubi Pictures，成立於1994年，2003年被育碧收購。

### 育碧敖德薩
育碧敖德薩是2018年3月於烏克蘭敖德薩成立的遊戲工作室。

### 育碧巴黎
育碧巴黎是1992年於法國蒙特勒伊成立的遊戲工作室，是育碧第一個內部工作室。

#### 育碧巴黎移动
育碧巴黎移动是2013年於法國蒙特勒伊成立的遊戲工作室。

### 育碧回聲
育碧回聲前身為回聲，1984年成立於英國泰恩河畔纽卡斯尔，2006年7月被育碧收購。

### 育碧索菲亞
育碧索菲亞是2006年於保加利亞索菲亞成立的遊戲工作室。

### 育碧斯德哥爾摩
育碧斯德哥爾摩是2017年於瑞典斯德哥爾摩亞成立的遊戲工作室。

## 亞洲

### 育碧阿布扎比
育碧阿布扎比是一间位于阿布扎比的游戏开发工作室。该工作室成立于2013年。

### 育碧峴港
育碧峴港是2019年9月成立的的遊戲工作室，位於越南峴港。

### 育碧菲律賓
育碧菲律賓是2016年成立的遊戲工作室，位於菲律賓內湖省聖羅莎。

### 育碧上海
育碧上海是育碧在中國大陸開設的第一個游戏工作室，總部位於中華人民共和國上海市。

### 育碧成都
育碧成都是育碧在中國大陸開設的第二個游戏工作室，總部位於中華人民共和國四川省成都市成都高新区天府软件园，工作室實體為成都育碧电脑软件有限公司。

### 育碧孟買
育碧孟買是育碧在印度成立的第二個遊戲工作室，位於印度孟買。

### 育碧浦那
育碧浦那前身是Gameloft當地的遊戲工作室，2008年被育碧收購，位於印度浦那 。

### 育碧新加坡
育碧新加坡是育碧在東南亞開設的第一個遊戲工作室，位於新加坡启汇城。

## 前工作室

### 向日葵互动娱乐软件
向日葵互动娱乐软件是1993年於德國霍伊森施塔姆成立的遊戲公司，2007年4月11日，育碧宣布已收购了向日葵娱乐互动软件。公司併入育碧的發行部門。

### 育碧卡萨布兰卡
育碧卡萨布兰卡是1998年4月於摩納哥卡萨布兰卡成立的遊戲工作室。2016年6月13日關閉。

### 育碧聖保羅
育碧聖保羅是2008年6月24日成立的遊戲工作室，它是育碧第一家位于巴西和拉丁美洲的工作室，该工作室在圣保罗保利斯塔附近。该工作室成立的目的是为了让巴西和其他拉美国家的有创造力的年轻人提供工作机会。起初，育碧圣保罗有20名员工，并计划在四年内扩大到200名员工。该工作室将主要负责对任天堂DS和Wii游戏机的休闲游戏进行发展。Chaverot Bertrand（1999年至2003年为育碧在巴西进行工作）曾计划在里约热内卢和弗洛里亚诺波利斯创立新工作室。2009年1月，育碧宣布收购位于阿雷格里港的Southlogic studio，该公司为育碧圣保罗的一部分，但目前该工作室仍位于阿雷格里港。

### 育碧蘇黎世
育碧蘇黎世是2011年8月於瑞士蘇黎世成立遊戲工作室，2013年10月由於工作室的開發專案取消而關閉。

### 狼群工作室
狼群工作室是总部设在美国德克萨斯州奥斯汀市的游戏公司。由J.托德·科尔曼、约瑟夫·霍尔、詹姆斯南斯、罗伯特·马尔萨和帕特里克·布兰顿创建于1999年。狼群工作室的唯一作品为《魔剑》以及相关的两个扩展包，该产品于2003年3月发售。2004年3月1日该工作室育碧收购。2006年5月，育碧决定剥离魔剑的游戏服务。在奥斯汀的工作室的负责人弗兰克·卢塞罗和他的伙伴Mark Nuasha对育碧收购进行讨论，最终的结果为创建新的独立游戏工作室流弹游戏。

### 育碧利明顿
育碧利明顿原為FreeStyle Games，2002年於英國皇家利明頓溫泉成立的遊戲公司，2017年1月被育碧收購。2025年1月被育碧关闭。

### 育碧大阪
育碧大阪是2008年成立遊戲工作室，位於日本大阪，前身為Digital Kids。2024年12月，根据育碧内部备忘录显示育碧大阪工作室将会被关闭。2025年5月1日正式被育碧关闭。